# Pagando por ello
Paying for It ("Pagando por ello") "Una memoria en forma de cómic acerca de ser un cliente", es una novela gráfica de 2011 del dibujante canadiense Chester Brown. Una combinación de memorias y polémica, el libro explora la decisión de Brown de renunciar al amor romántico y retomar la vida de un "cliente" frecuentando prostitutas. El libro, publicado por Drawn & Quarterly, fue controvertido y un éxito de ventas.
El libro se centra en el conflicto de Chester Brown entre su deseo de tener relaciones sexuales y su negativa a tener otra novia después de la ruptura con su pareja Sook-Yin Lee. Su solución es renunciar a las relaciones tradicionales de novio/novia y al matrimonio. Comienza a frecuentar prostitutas y llega a defender la prostitución como superior a la "monogamia posesiva" de las relaciones tradicionales entre hombres y mujeres, tema que discute con sus amigos a lo largo del libro.
Brown presenta sus puntos de vista en detalle en la sección final de texto de 50 páginas, que incluye un apéndice de 23 partes, notas al final y una nota de su amigo y compañero dibujante, Seth. A pesar de tratar sobre la separación del sexo del amor romántico, Brown llama al libro "una especie de historia de amor".

## Descripción general
Después de que su entonces novia Sook-Yin Lee rompe con él en 1996, Brown, quien carece de habilidades sociales para conquistar a las mujeres, pasa tres años de celibato reflexionando sobre lo que considera aspectos negativos del amor romántico en el mundo moderno. Continúa viviendo con Sook-Yin, incluso después de que ella lleva a otros hombres a vivir con ellos, y Brown es testigo de las peleas de sus amantes. Decide nunca más buscar una relación con una mujer en particular, una condición a la que llama "monogamia posesiva", pero tiene "dos deseos en competencia: el deseo de tener relaciones sexuales versus el deseo de NO tener una novia".
Finalmente, reúne el coraje para visitar a una prostituta. Pasea en bicicleta buscando prostitutas en la calle, pero al no tener éxito, recurre a los anuncios en la parte trasera de periódicos alternativos gratuitos. Después de su primera experiencia, se siente liberado de una "carga" que ha llevado desde la adolescencia.
A lo largo de 33 capítulos, Brown describe sus experiencias con cada una de las 23 prostitutas que ha visitado, dedicando a cada una al menos un capítulo propio. Detalla sus características físicas y desempeños sexuales, mientras oculta sus rostros, etnias y les asigna nombres falsos. Se convierte en un "experto" y profundiza en los detalles del oficio, aprendiendo cómo solicitar y dar propinas, así como el significado de las abreviaturas en las reseñas de los clientes en el foro de reseñas de acompañantes de Toronto. Al principio, utiliza el seudónimo "Steve McDougal" en sus encuentros, pero al sentir que no tiene nada que ocultar, pronto vuelve a usar su nombre real.
Entre sus encuentros con prostitutas, se presentan escenas en las que Brown discute y debate el tema con sus amigos, especialmente los dibujantes Seth y Joe Matt. Gran parte del humor del libro proviene de los diálogos en estas escenas.
Brown escribió "Paying for It" como respuesta a las obras de Victor Malarek, "The Johns: Sex for Sale and the Men Who Buy It", Benjamin Perrin's "Invisible Chains" y otras representaciones negativas de los hombres que pagan por sexo.
En el capítulo final, "De vuelta a la monogamia", Brown acaba teniendo una relación continua con una prostituta en particular llamada "Denise" (aunque estrictamente en términos financieros) durante siete años a partir de la publicación del libro. Brown concluye el libro aún cuestionándose sobre la naturaleza del amor y afirma que "pagar por sexo no es una experiencia vacía si estás pagando a la persona adecuada por sexo", pero deja abierta la pregunta sobre el amor romántico en esencia.